# 丰台药王庙
39°50′15″N 116°16′29″E / 39.8373964°N 116.2746855°E
药王庙是位于北京市丰台区花乡看丹村的道教宫观。

## 历史
药王庙为明代创建，于清朝乾隆三十年（1765年）由当地“老会”集资重修。据传此处为药王孙思邈寻铅炼丹所在，故村名看丹村，并修建药王庙供奉药王孙思邈及三皇等。
1949年之后，药王庙庙会曾经改为物资交流会。2000年7月至10月，北京市文物局和丰台区人民政府投资修缮了药王庙，同年恢复了药王庙庙会。 2003年药王庙被列为北京市文物保护单位、丰台区未成年人思想道德建设实践活动基地。药王庙庙会恢复，自农历四月二十八日（相传该日为药王孙思邈的生日）开始，药王庙开庙三日。该庙修复后，并未恢复道教活动。自2000年代中期起，该庙的负责人为杨雪。

## 建筑
药王庙坐东朝西。主要建筑有药王殿、三皇殿、娘娘殿、财神殿等，山门内外有许多古树。

## 庙会
药王庙在每年农历四月二十八日药王孙思邈诞辰时举行庙会，四周村民皆来求药，香火甚盛。